# 罗山溪乡
罗山溪乡，是中华人民共和国四川省凉山彝族自治州雷波县曾经下辖的一个乡。2020年6月，撤销罗山溪乡，原罗山溪乡所属行政区域划归西宁镇管辖。

## 行政区划
罗山溪乡撤销前下辖以下地区：
狮子岩村、银厂沟村、大坳村和光辉村。